# Антена

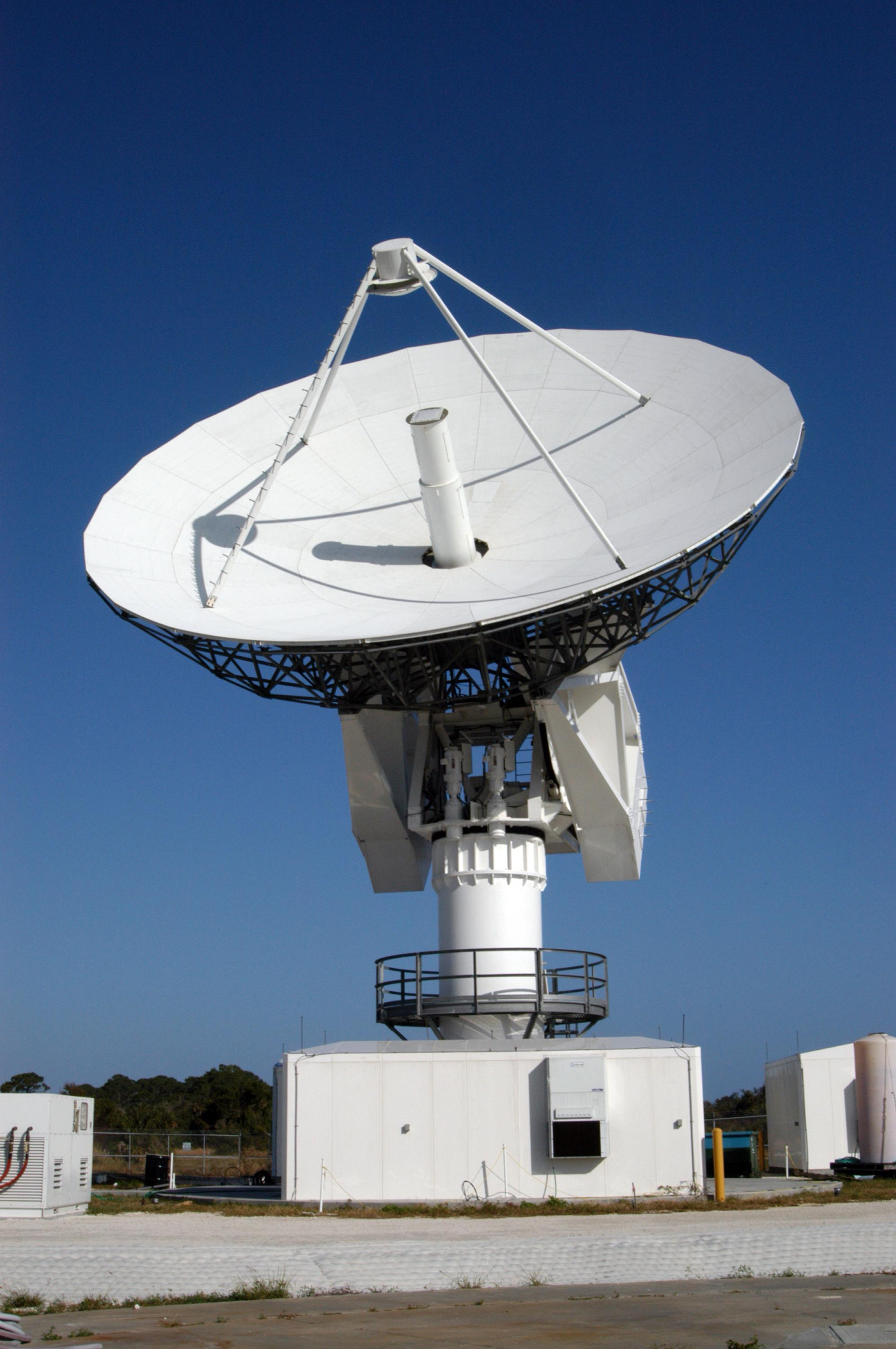
Тарілка радіотелескопа

Анте́на (лат. antenna, від етруського anthemna — «рея, щогла») — радіотехнічний пристрій для приймання і передавання електромагнітних хвиль.
Передавальна антена перетворює електричний струм радіочастотного діапазону на електромагнітні хвилі відповідної частоти. Відповідно приймальна антена перетворює електромагнітні хвилі на струм відповідної форми. Приймальна антена від передавальної відрізняється лише застосуванням.

## Історія
Перші антени створив у 1888 році Генріх Герц в ході експериментів по доведенню існування електромагнітної хвилі; ці антени були дипольними. Форма, розміри і конструкція створених згодом антен надзвичайно різноманітні і залежать від робочої довжини хвилі і призначення антени. Знайшли широке застосування антени, виконані у вигляді відрізка дроту, системи провідників, металевого рупора, металевих і діелектричних хвилеводів, хвилеводів з металевими стінками з системою прорізаних щілин, а також багато інших типів. Для поліпшення спрямованості первинний випромінювач може забезпечуватися рефлекторами — відбивальними дзеркалами різної конфігурації і системами дзеркал, а також лінзами.

## Принцип дії
Дія елементарної антени основана на дипольному випромінюванні. Сигнал, який передається на антену від високочастотного генератора, створює в ній коливання густини заряду, що призводить до випромінювання електромагнітних хвиль. Відповідним чином при прийманні сигналу електромагнітні хвилі наводять в антені струми, які потім підсилюються і демодулюються приймачами.

## Характеристики антен
Електромагнітне випромінювання, що створюється антеною, має властивості спрямованості і поляризації. Антена як двополюсник має вхідний опір (імпедансом). Лише частину енергії джерела антена перетворює у електромагнітну хвилю, решта витрачається у вигляді теплових втрат. Для кількісної оцінки перерахованих і ряду інших властивостей антена описується набором електричних характеристик і параметрів.
До головних параметрів та характеристик антен належать:
- Діаграма спрямованості, що обумовлює розподіл у просторі потужності електромагнітного поля, випромінюваного (прийнятого) антеною
- Коефіцієнт підсилення
- Ефективна площа розсіювання
- Коефіцієнт спрямованої дії. Розрізняють спрямовані та неспрямовані антени
- Шумова температура
- Опір випромінювання

- Характеристики з боку лінії живлення:
  - тип лінії живлення, номінальний вхідний опір антени
  - резонансна частота, робоча смуга частот (за якістю погодження)
  - вхідний імпеданс антени і коефіцієнт стоячої хвилі (КСХ) в лінії живлення
  - максимальна допустима потужність на вході антени

- Передавальні характеристики:
  - коефіцієнт корисної дії (ККД)
  - діюча висота антени
  - векторна імпульсна характеристика, векторна передавальна характеристика

- Ефективна ізотропно випромінювана потужність

- Конструктивні характеристики:
  - маса, координати центру мас, момент інерції
  - габаритні розміри, максимальний радіус розвороту
  - парусність (вітрове навантаження)
  - об'єкт установки, спосіб кріплення
  - застосовані матеріали

Для локаційних антен найважливішою характеристикою є роздільна здатність, що залежить передусім від розмірів антени L та довжини хвилі λ.

## Конструкції антен
Конструкція антени залежить від довжини хвилі сигналу. Довгі хвилі (довжина хвилі від 1000 до 10000 метрів) можна приймати на довгих дротових антенах, середні хвилі (довжина від 100 до 1000 метрів) можна приймати на стрижні або диполі, для приймання мікрохвиль також використовують диполі — часто з відбивачами в формі рамки або гостроспрямованими параболічними тарілками.

### Основні типи антен
- Вібраторні антени
  - Симетричний вібратор (диполь)
    - Шунтовий вібратор
    - Петлевий вібратор («Петлевий вібратор Пістолькорса»)
    - Широкосмуговий «Диполь Надененко»
    - Біконічна антена
    - Антена Харченка

  - Несиметричний вібратор
    - Антена Ground Plane
    - Укорочена штирова антена
    - Колінеарна антена
    - «Коаксіальна» антена
    - J-подібна антена[3]
    - Антена зенітного випромінювання
    - Діелектрична резонаторна антена
    - Антена PIFA[4]
    - Вертикальна антена верхнього живлення
    - Диско-конічна антена

  - Турнікетна антена
  - Директорна антена
    - Хвильовий канал (антена Уда-Ягі)

  - Антена СГ (синфазна горизонтальна)
- Щілинна антена
  - Щілинний вібратор
  - Хвилевідно-щілинна антена
- Апертурна антена[5]
  - Рупорна антена
  - Дзеркальна антена
    - Прямофокусна дзеркальна антена
    - Офсетна дзеркальна антена
    - Антена Кассегрена[6]
    - Антена Грегорі[7]
    - Зонтична антена
    - Рупорно-параболічна антена
    - Перископічна антена

  - Лінзова антена
- Надширокосмугові антени
- Антени з лінійними розмірами << λ 
  - Магнітна антена
    - Рамкова антена
    - З феритовим осердям
- Розподілені антени
  - Частково випромінюючий кабель[8]
- Антени для перетворення енергії електромагнітної хвилі у електричну енергію і для засобів RFID
- Псевдо-антени (антени з міфічними технічними характеристиками)
  - Ртутна антена
  - CFA-антена
  - EH-антена[9][10]
- Концептуальні антени
  - Гравітаційна антена

У астрономії та радіолокації ефективно застосовують антенні решітки, зокрема, з цифровим діаграмоутворенням, які отримали назву цифрові антенні решітки.

### Видатні конструкції
- Антена АДУ-1000
- Антена РТ-70
- Антена загоризонтної РЛС «Дуга»
- Антена станції зондування іоносфери HAARP
- Антена радіообсерваторії Аресібо
- Антена радіотелескопу Грін-Бенк

### Фотографії деяких типів антен

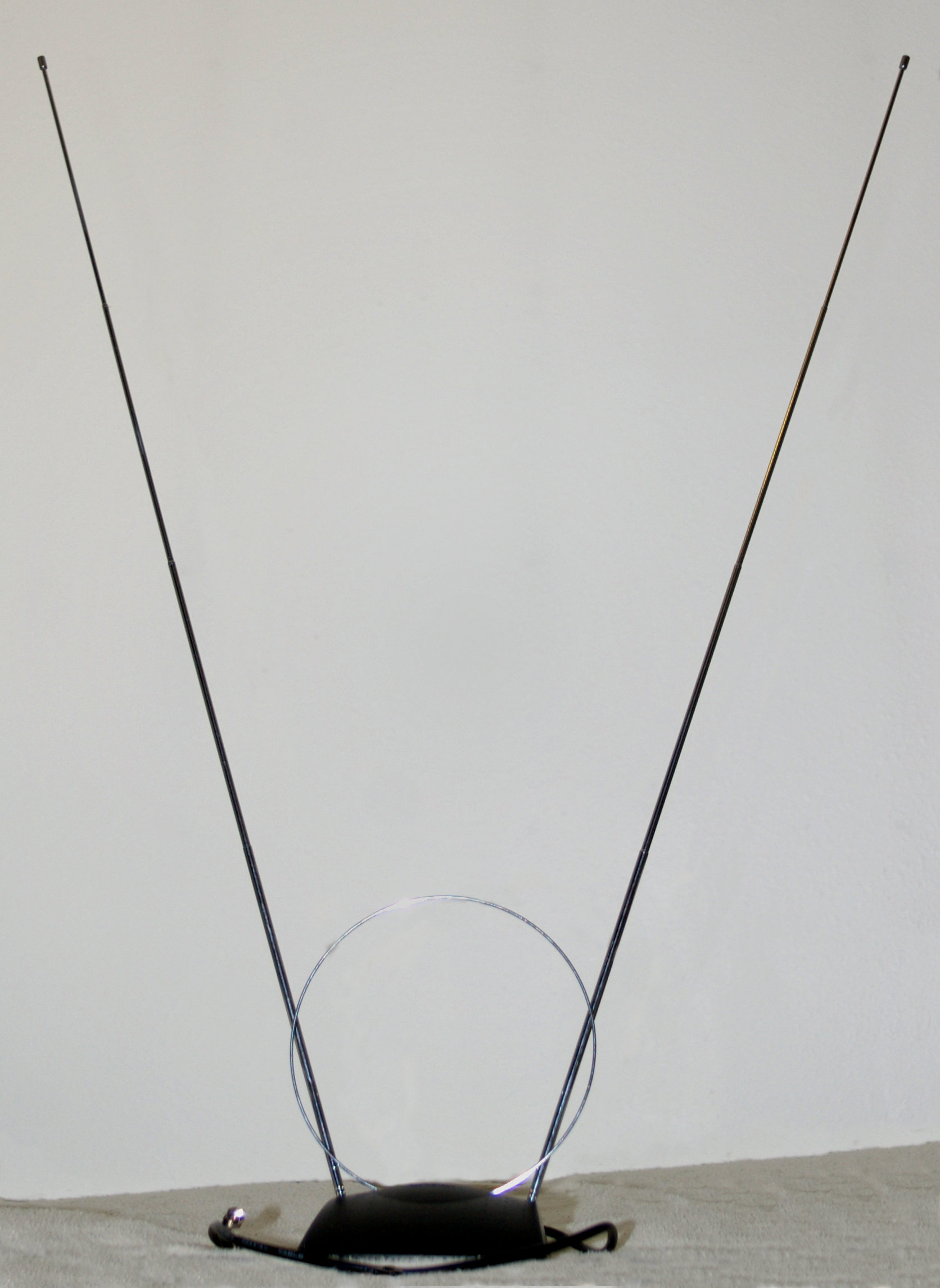
Дипольна телевізійна антена
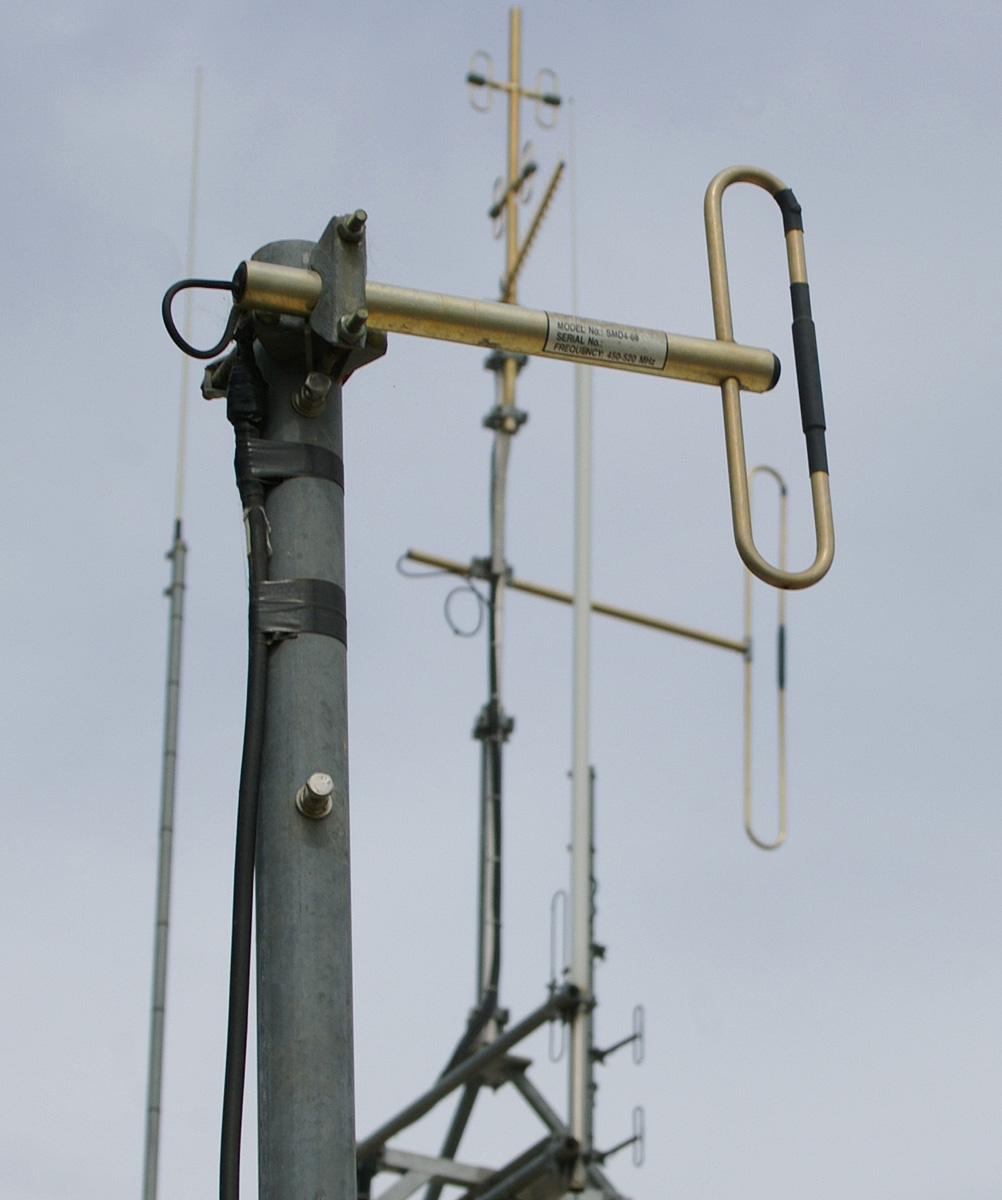
Антена типу «петлевий вібратор»
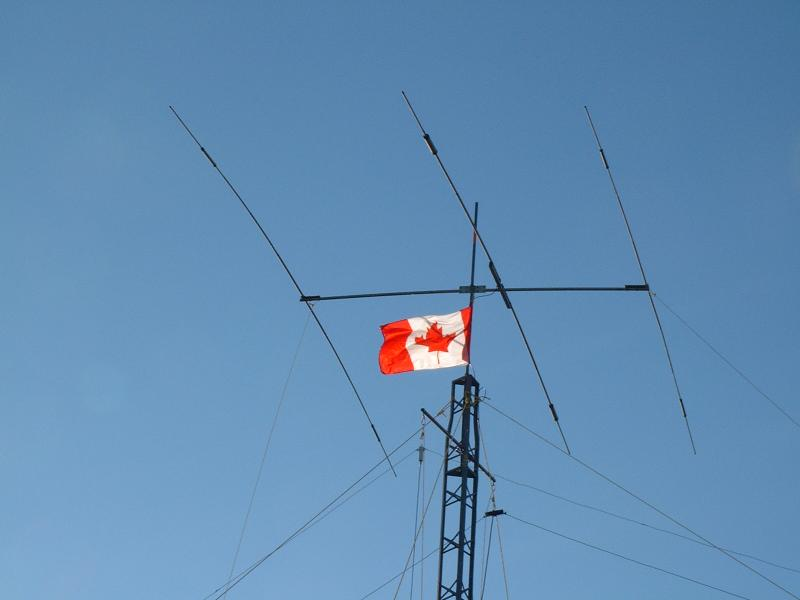
Антена типу «Хвильовий канал»
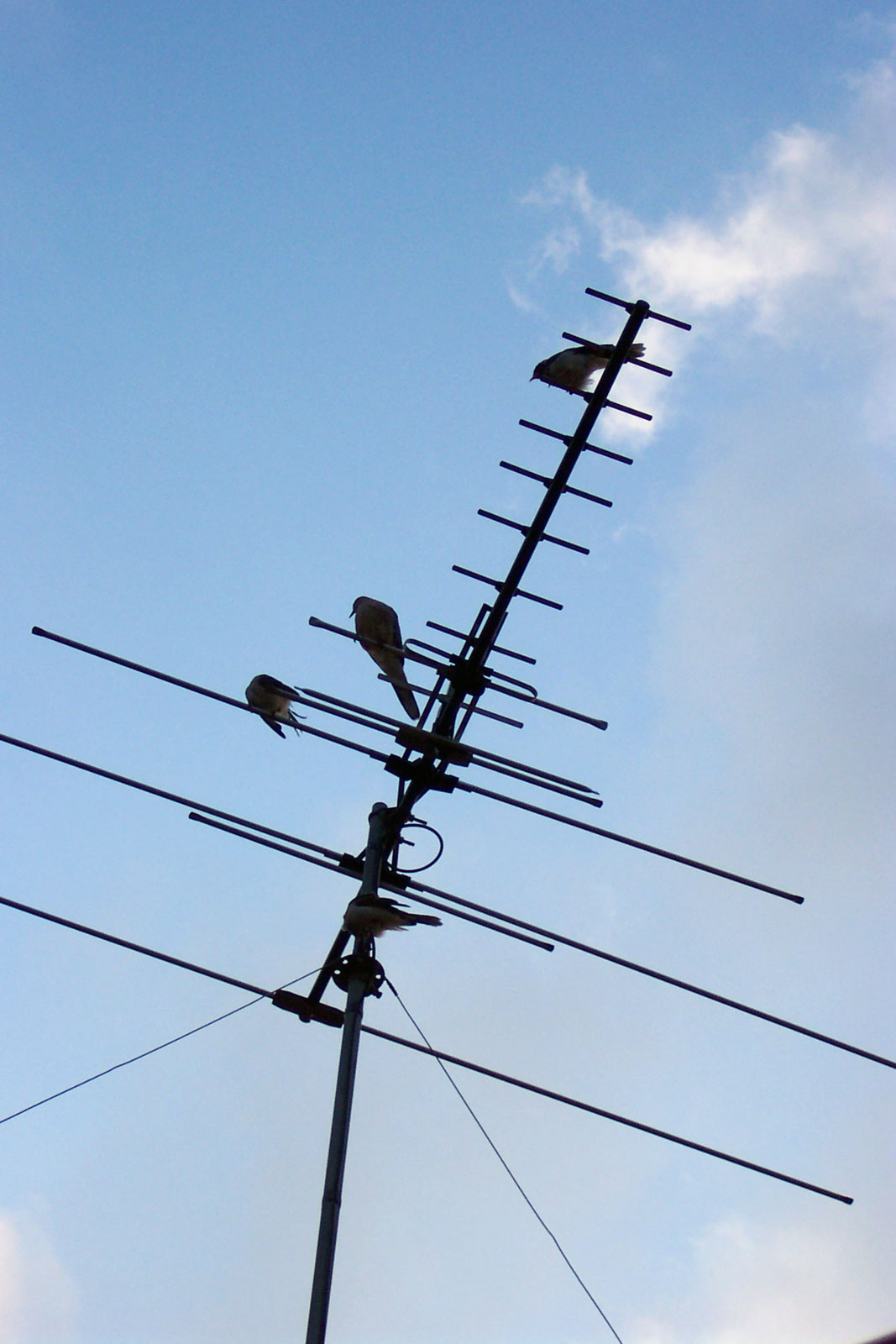
Телевізійна антена на даху
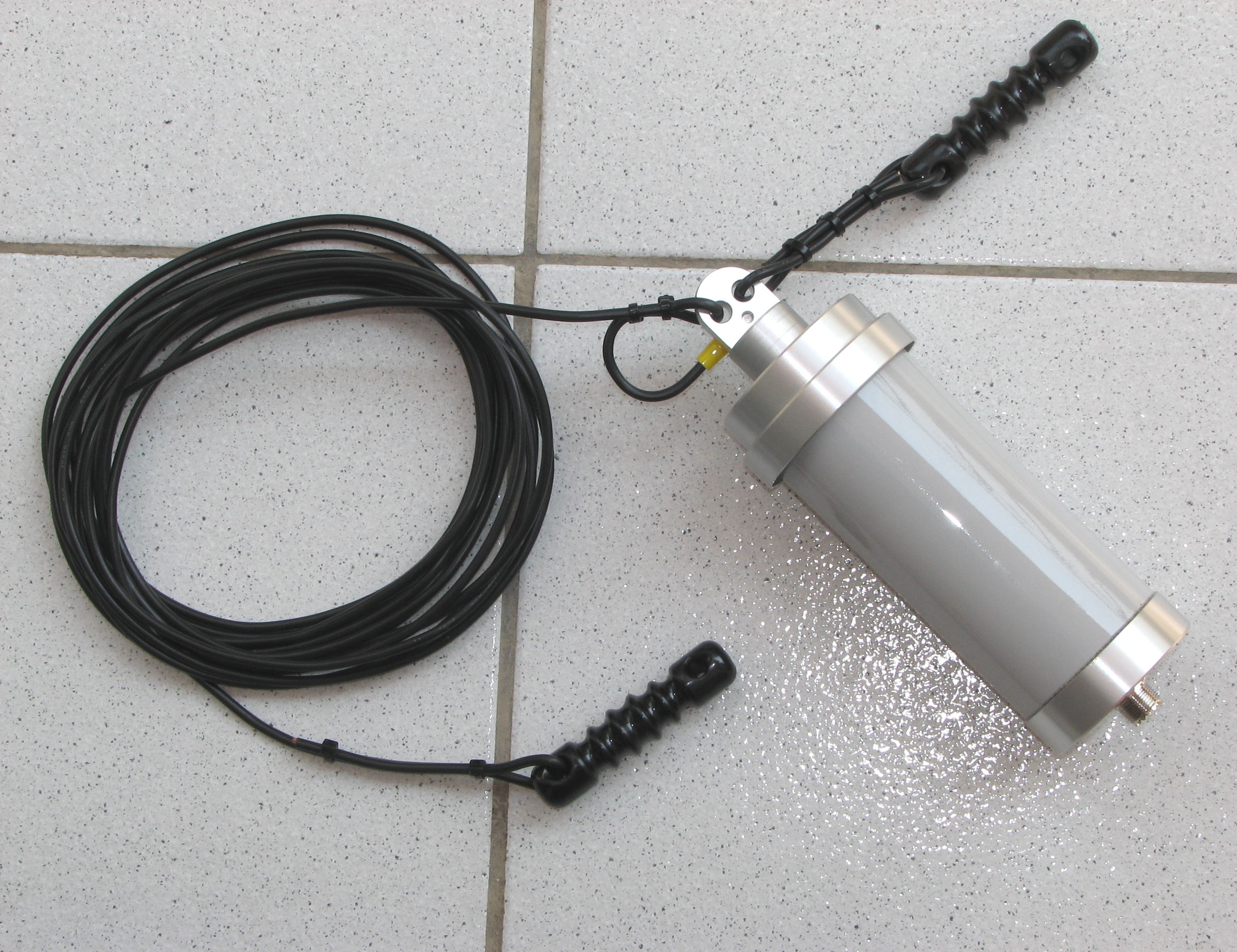
Антена типу «випадковий дріт»
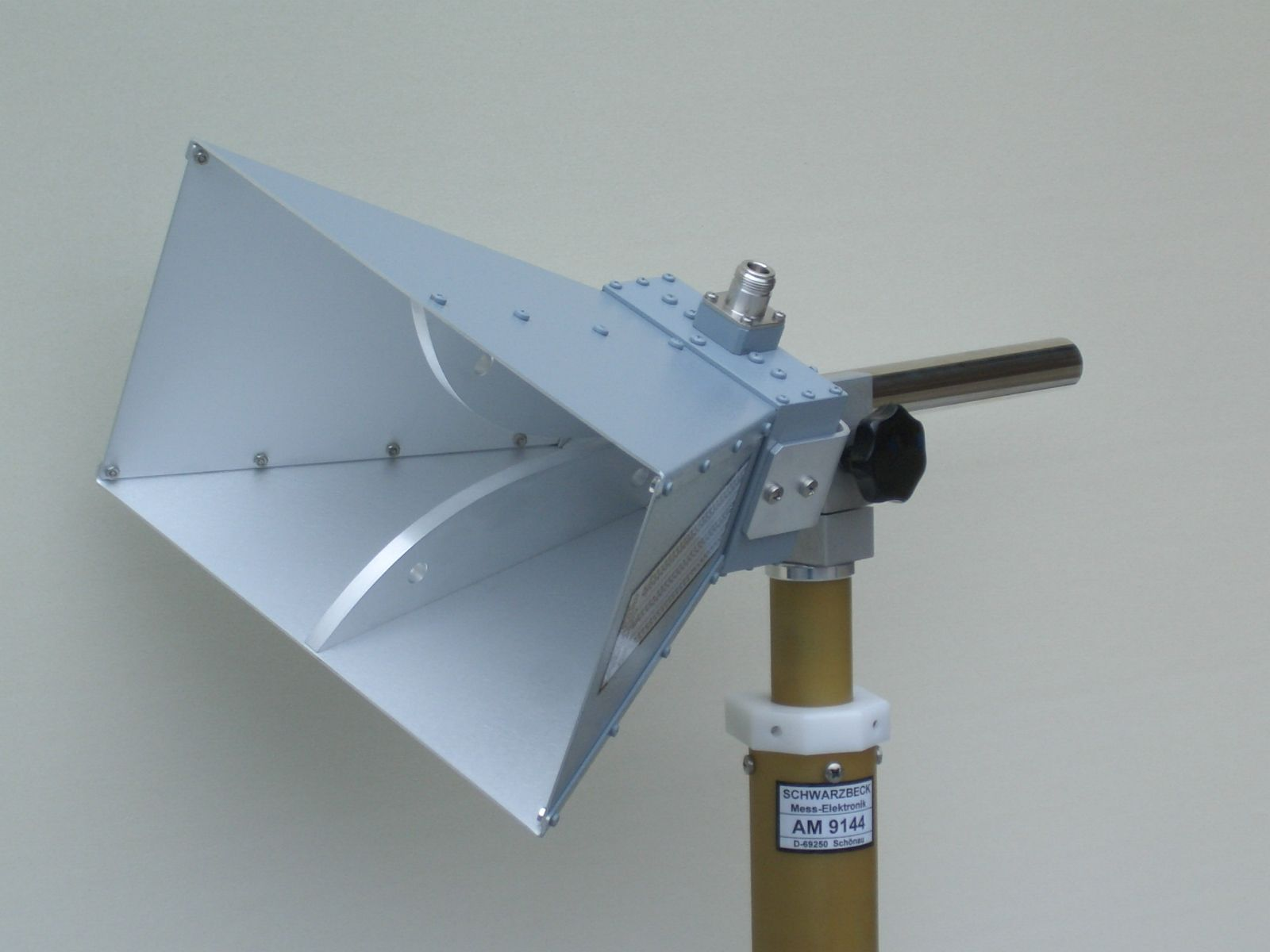
Пірамідальна мікрохвильова рупорна антена
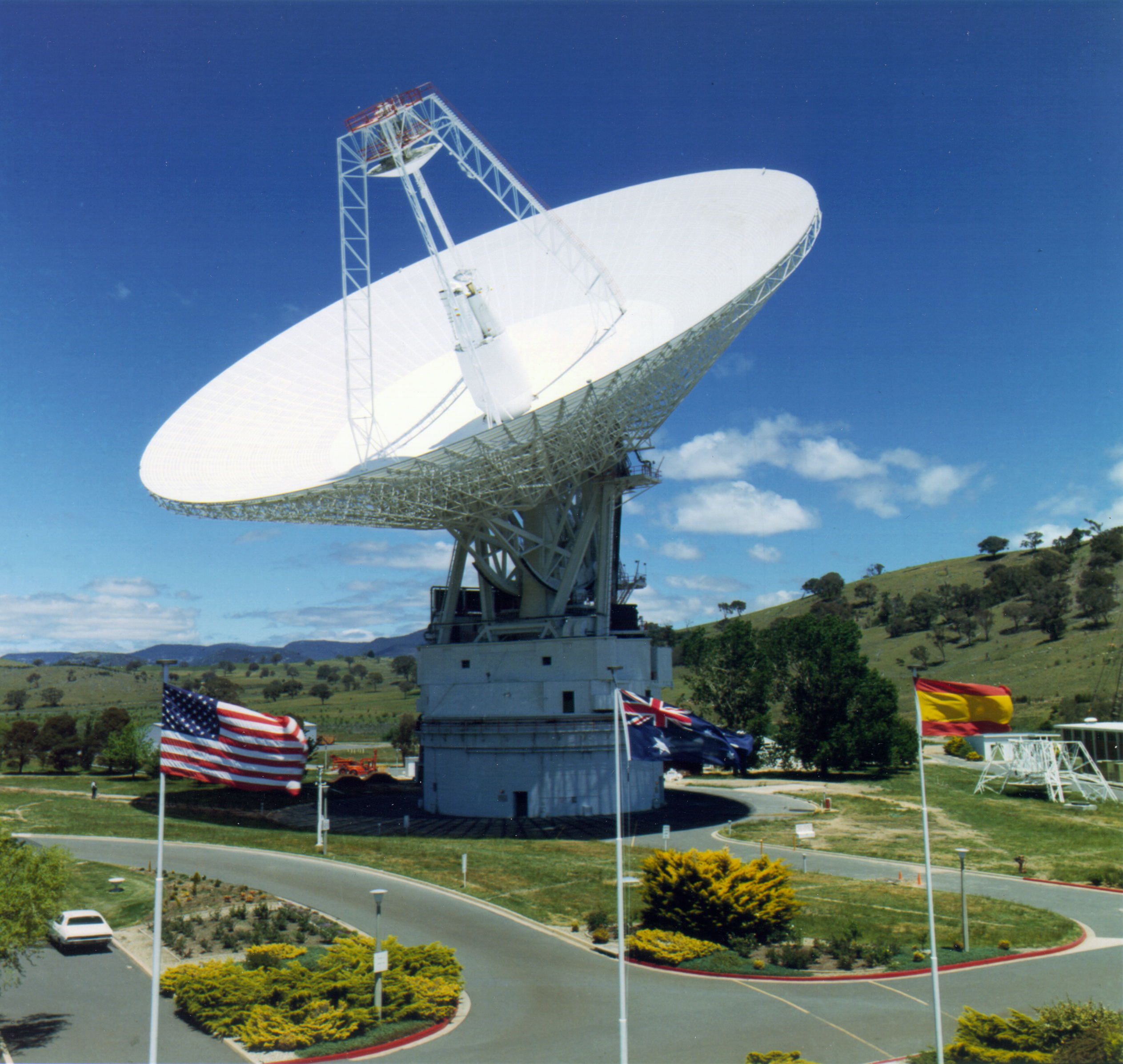
Велика параболічна антена для зв'язку з космічним апаратом
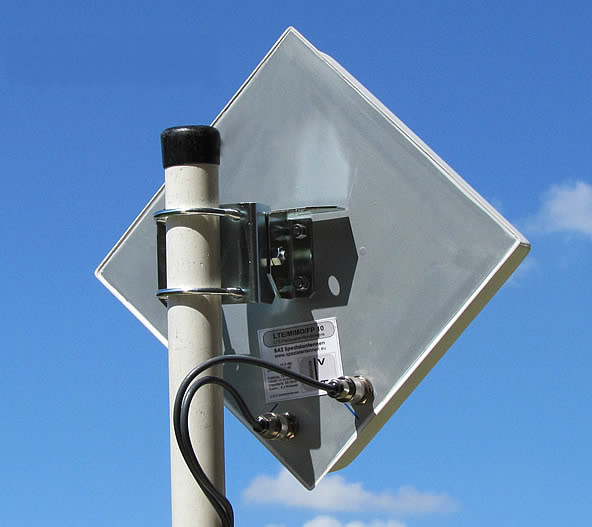
Антена LTE MIMO
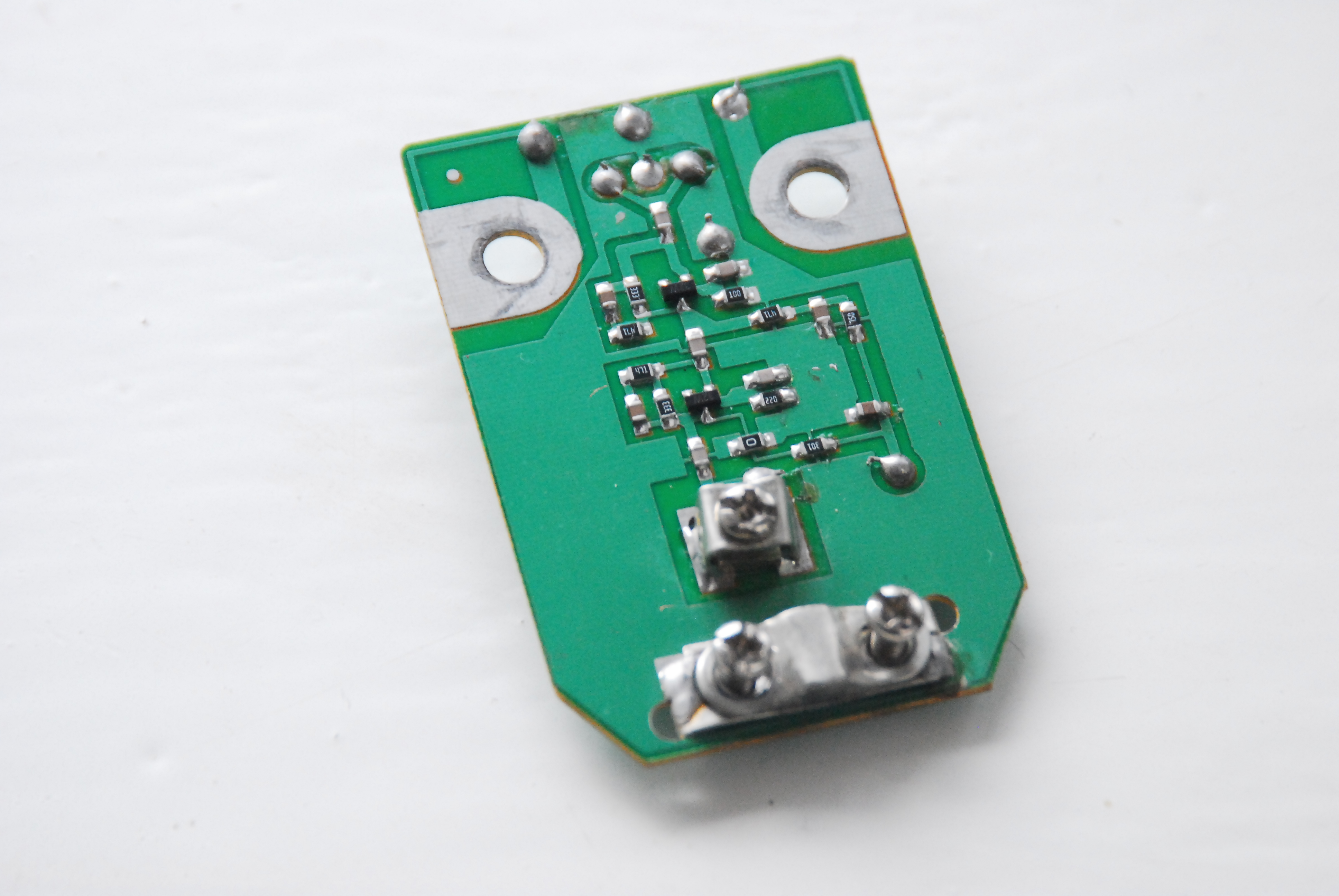